# Rock & Roll Racing
Rock & Roll Racing (englische Schreibweise Rock N’ Roll Racing) ist ein Rennspiel von Silicon & Synapse (heute Blizzard Entertainment) aus dem Jahr 1993, welches auf dem Super Nintendo Entertainment System (SNES) und dem Sega Mega Drive erschien. Im Jahre 2003 folgte eine Portierung für den Game Boy Advance. Es gehört zum Genre der Fun-Racer und besitzt ein futuristisch ausgelegtes Streckenszenario.

## Besonderheiten
Mehrere Besonderheiten zeichnen Rock & Roll Racing aus: So hat das Spiel, wie es der Name vermuten lässt, einen sehr rocklastigen Soundtrack. Diverse Rockklassiker, z. B. das Lied Born to Be Wild der Band Steppenwolf oder Paranoid von Black Sabbath, erklingen während der Rennen, was trotz der begrenzten soundtechnischen Möglichkeiten der damaligen Konsolen stark zur Spielatmosphäre beiträgt.
Im Gegensatz zu anderen Fun-Racern (wie z. B. Super Mario Kart) blickt der Spieler nicht von hinten auf den Fahrer, sondern isometrisch, was das Spielgeschehen übersichtlich macht.
Außerdem besitzt das Spiel ein sehr motivierendes Tuning-System zum Aufrüsten des eigenen Fahrzeugs. Dies, die übersichtlichere Rennperspektive und der Soundtrack bescherten dem Spiel viele Fans.

## Das Spielprinzip
Man wählt einen Charakter und kauft sich mit geringem Startkapital einen Rennboliden. Während des Rennens kann man seine Gegner mit Raketen abschießen, Minen legen und einen im Rennwagen eingebauten Sprungmechanismus benutzen. Jede Runde erneuert sich dabei die Anzahl der zur Verfügung stehenden Extras. Außerdem liegen auf der Strecke zwei verschiedene Arten von Boni verteilt. Beim ersten handelt sich es um ein Erste-Hilfe-Paket, welches das Vehikel repariert. An der Stärke des aufsteigenden Qualms kann man dabei den Grad der Reparaturbedürftigkeit leicht feststellen. Der zweite Bonus ist ein fester Geldbetrag, der das eigene Konto aufwertet.
Nach jedem Rennen gibt es Preisgelder, welche vor einem neuen Start in das bestehende oder in ein neues Vehikel investiert werden können. Dem Spieler ist es dabei selbst überlassen, ob er sein gewonnenes Preisgeld in einen schnelleren Motor, bessere Reifen oder anderes investiert. Auch die Anzahl der zur Verfügung stehenden Extras (Raketen usw.) lässt sich so per Autotuning erhöhen.
Nach einer bestimmten Anzahl von Rennen entscheidet das mehr oder weniger erfolgreiche Abschneiden des Spielers in dieser Rennsaison, ob der nächste Level mit neuen, schwereren Strecken begonnen werden kann.
Der Karriere-Modus kann auch zu zweit gespielt werden, wobei hier beide Fahrer additiv die erforderliche Punktzahl erreichen müssen, um einen Level aufzusteigen.